# Pommeret
Pommeret település Franciaországban, Côtes-d’Armor megyében. Lakosainak száma 2119 fő (2022. január 1.). Pommeret Coëtmieux, Hillion, Quessoy, Yffiniac és Lamballe-Armor községekkel határos.

## Népesség
A település népességének változása:
| Lakosok száma | 1108 | 1426 | 1696 | 1828 | 2054 | 2065 | 2075 | 2103 | 2124 | 2119 |
|               | 1968 | 1982 | 1990 | 2006 | 2013 | 2015 | 2017 | 2019 | 2020 | 2022 |